# Гаочан

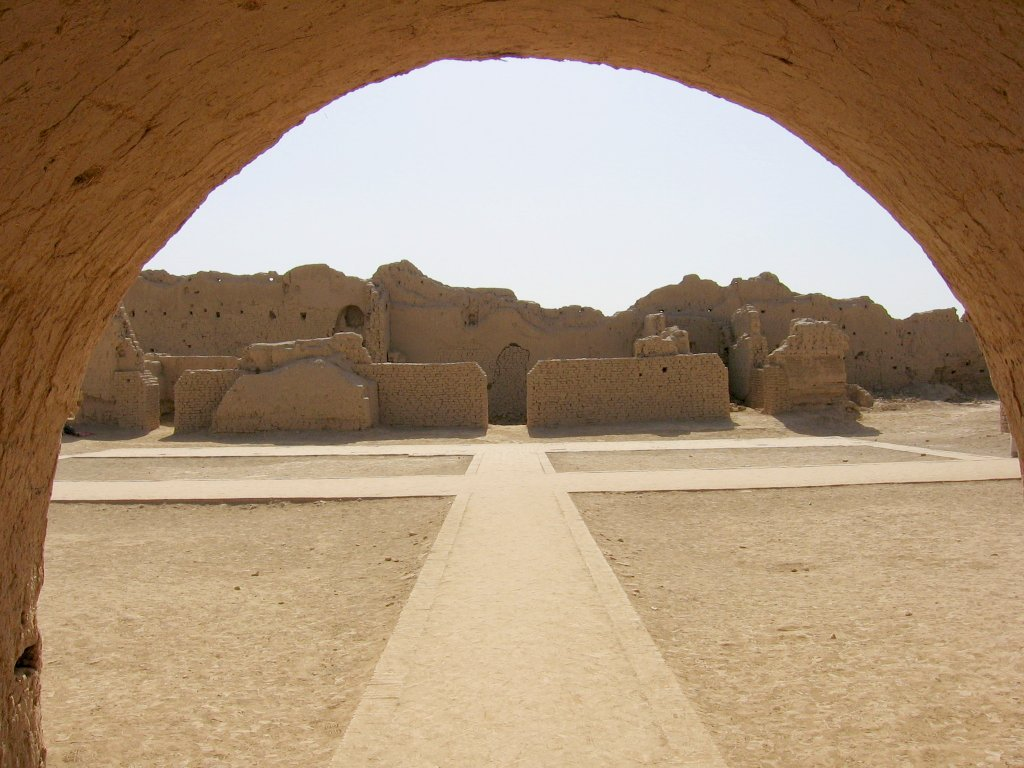
Развалины Гаочана

Гаочан (高昌 — «Высшее процветание»), также известен как Кочо, Идикутшари, Кара-Ходжа — древняя военная колония, основанная хуннскими правителями в I в. до н. э. в Турфанской впадине, в 30 км от современного Гаочана. Один из первых центров буддизма на территории Китая (поблизости — Безекликская пещера тысячи будд). Руины впервые исследованы в начале XX века Альбертом фон Лекоком.

## История

### Основание и расцвет
При династии Хань, в I—II веке н. э. Гаочан был процветающей колонией Китая, до другого форпоста в Дуньхуане было 13 дней пути. Путь от Дуньхуана был опасным и по свидетельству летописей усыпан костями. Купцы боялись нечистой силы, говорили о пении и плаче идущих из под земли (поющие пески). Путь от Дуньхуана на Гаочан пролегает через Аратюрюк. Китайцы расселились и в других предместьях Турфана.
В V веке Гаочаном правил китаец Кань Шуан (闞爽). С 439 г. цитадель последних правителей государства Северная Лян. До 460 года Гаочаном правил хуннский царь Цзюйцюй Аньчжоу. В 460 г. взят жужаньскими войсками, которые заселили оазис переселенцами из Китая. Во главе жужани поставили китайца Кань Бочжоу (闞伯周). После его смерти недолго правил его сын — Кань Ичэн, который был убит другим родичем Кань Шоугуем (首歸). В 482 оазис был завоёван гаоцзюйским Афучжило. В непродолжительное время в городе сменилось несколько китайских правителей, каждый из которых убивал своего предшественника. Город переходил под власть то гаоцзюцев, то жужаней. В конце V века в регионе стало заметно влияние империи эфталитов (Яда 嚈噠), которые заняли Харашар. К власти в Гаочане пришёл китаец Цюй Цзя (嘉). В начале VI века он установил отношения с Юань-Вэй и стал посылать дань: лошадей, соболиный мех, соль. При дворе несколько раз обсуждался план «эвакуировать колонию» во внутренний Китай. В 520 году Цзя выписал из Китая У-Цзин, Династийные хроники, и придворных учителей. Ему наследовал сын — Цзянь (堅), в 531 он восстановил отношения с Вэй. Его сын Сюаньцзя (玄嘉) в 548 получил титул вана. Около 555 года на престол взошёл Мао (茂), который стал поддерживать связь с Бэй Чжоу.
В середине VI века Гаочан был центром государства из 16 соседних городов, к концу века их уже было 18.
В 590 году тюрки разграбили 4 города княжества и 2000 человек переселились в Китай. Престол в это время занял Боя (伯雅) сын Цзяня (堅). На него стали оказывать давление тюрки — ставленники его мачехи тюркской княжны (он был сыном от второй жены). В конце концов он согласился принять тюркские обычаи.

### Танское завоевание
В 608 году был отправлен посол, а в 609 году сам Боя прибыл ко двору Суй Ян-ди. Похоже что он участвовал в войне с Когурё (Когурёско-суйские войны) и после женился на Хуажэнь-гунжу (華容公主) княжне императорского дома. В 612 году он вернулся в Гаочан и повелел, чтобы гаочанцы перестали носить тюркские косы и запахивать на халате левую полу наверх, что означало отказ от обычаев и господства тюрок за что был пожалован императором. Тюрки имели своего чиновника в Гаочане. Боя собирал пошлину с купцов и отсылал деньги через чиновника тюркам. Боя не стал идти до конца и страшась тюрок сохранил их обычаи и одежду, при этом он ежегодно отправлял дань в Китай.
Переворот 612 года в Западно-тюркском каганате вернул под скипетр нового кагана княжества бассейна Тарима, уже было отпавшие под влиянием оппозиции из племени Дулу. Исключение составилл только Гаочан, по своему географическому положению тяготевший к телесскими племенами Джунгарии. В результате князь Гаочана предпочёл подчиниться дому Суй, нежели западному Шегуй-хану.
Несколько раз переходил из рук в руки между динлинами и тюркютами. После воцарения в Китае династии Тан в Гаочан стали стекаться сторонники свергнутой династии Суй.
После смерти Боя в 623 году, на престол вступил его сын Цюй Вэньтай. Он подарил императору Гао-цзуну маленькую собачку, якобы из Рима, которая могла остановить лошадь, держа поводья в зубах. Таких «фолиньских» (то есть римских) собак стали держать при дворе.
В конце 629 года Гаочан посетил на пути в Индию китайский буддийский монах-путешественник и философ Сюаньцзан.
В 630 году Вэньтай приехал ко двору Ли Шиминя и был пожалован титулами. Позже он склонился к союзу с тюрками и помогал тюркскому ябгу в походе против города Иу. Он собирал у себя перебежчиков из Китая (в том числе и тех, кто раньше укрывался у тюрок) и вместе с западными тюрками разграбил три города Карашара (в 638 году). В ответ Ли Шиминь пригрозил походом против Гаочана, упомянув в письме о союзных Сюеяньто. После неудачных переговоров, Ли Шиминь назначил главнокомандующим Хоу Цзюньзци, среди его заместителей был и Циби Хэли, и собрал несколько десятков тысяч воинов (главным образом тюрок и киданей).
Советники отговаривали императора от такого рискованного похода. С другой стороны Вэньтай, который хорошо изучил дорогу от Гаочана до Чанъани, предполагал, что армия больше 30 000 человек не пройдёт это путь из-за нехватки фуража, а с меньшей армией Гаочан мог справиться, особенно, если напасть на ослабленную переходом армию.
В 640 году Ли Шиминь отправил войска. Узнав о подходе танской армии, Вэньтай заболел и вскоре умер. На престол взошёл его сын Цюй Чжишэн. Хоу Цзюньзци подошёл к стенам и стал осаждать квартал военных поселенцев, авангард Циби Хэли вступил в жаркую схватку с основными гаочанскими силами. По записям китайцев, ночью на город упала звезда (метеор) и утром в город прорвались танские войска. 7000 жителей попало в плен. Чжишэн, бывшей в крепости, запросил мира, Цзюньзци потребовал немедленной капитуляции. Не получив ответа, танский главнокомандующий привёл осадные машины и стал забрасывать рвы и стены камнями. Чжишэн явился в танский лагерь, но генерал Сюэ Ванцзюнь убедил командующего продолжить штурм: «Нечего с ребёнком говорить, прежде крепость возьмём» и Гаочан был взят. Всего пало 22 города (имеется в виду подвластные Гаочану), в трёх округах и 5 уездах, 30 000 пленных и 4000 лошадей. Тюркский ябгу, стоявший с войсками в буддийском монастыре недалеко от города — вероятно, это был Ашина Бучжэнь (en:Ashina Buzhen, Ашина Бучжень-шад) — предпочёл перейти на танскую сторону.
По оценке Л. Н. Гумилёва, успешная кампания против Гаочана стала возможной благодаря широкому привлечению на службу в танскую армию кочевников (например телеса Циби Хэли), что сделало возможным ускоренные переходы через степи и пустыни :

Имперские войска подошли к столице, засыпали крепостной ров и забросали город камнями из осадных орудий. Юный князь явился в имперский лагерь, умоляя принять капитуляцию, но главнокомандующий дал сигнал к приступу, и с Гаочаном было покончено. Быстрота, с которой имперская армия взяла гаочанскую крепость, произвела на местных жителей огромное впечатление. Двадцать два города сдались без боя.
Знаменитый канцлер Вэй Чжэн убеждал императора оставить Гаочан, но Тай-цзун был другого мнения. Разорённый Гаочан был обращён в крепость Танской империи под названием Сичжоу (西州) и подчинён Анси духуфу (en:Protectorate General to Pacify the West). В гарнизон отправили 1000 преступников. Цзюньзци установил памятную стелу. Чжишэн (он был жив ещё в 665 году) был отправлен в Чанъань и состоял при императорском дворе и даже рос в чинах.
В связи с наступлением пустыни оазис обезлюдел, окончательно покинут жителями в XIV веке.

## Хозяйство
Климат позволял снимать два урожая в год. Кроме хлеба производство щёлка, фрукты, вкусный мёд с травы янцы (羊刺). Добывали красную соль (赤鹽) превосходного вкуса и белую «яшмовую». Соль поставляли в Чанъань и Лоян. Виноделие. Лошади и овцы паслись на скрытых пастбищах в горах, так спасали скот от набегов.

## Культура и управление
Есть как культ «небесного бога», так и буддизм.
Вообще обычаи и законы близки китайским. Мужчины одевались как «северные варвары» и заплетали косы. Женщины носили юбки и короткие кофты (裙襦), связывают волосы на голове узлом.
Письменность: китайская, но было и «варварское» письмо (胡書 — может быть индийским или тюркским). Были книги «Шицзин» в передаче Мао Хэна, Луньюй, «Канон сыновней почтительности» — Сяоцзин. Были учителя, которые учили детей читать канонические китайские книги. При этом бытовой язык «варварский» (тохарский или скорее тюркский).
Правители были не чужды конфуцианской образованности и принесла китайский аппарат управления. Известно, что в тронном зале висела картина, изображающая Кун-цзы, отвечающего на вопросы Ай-гуна Лу. Чиновников возглавляет начальник линин (令尹) и два гуна (公, 交河公 — цзяохэгун и 田地公 — тяньдигун) — обычно сыновья князя, два офицера (衛 — вэй), шесть делопроизводителей приказов (長史): церемониального (祠部), молельного (庫部), складского (倉部), посольского (主客), экзаменационного (禮部), финансового (戶部), военного (兵部). Пять генералов (將軍), восемь сыма (司馬). Далее шиланы (侍郎), сяоланы (校郎), счетоводы (主簿), делопроизводители (從事). Есть полицейские надзиратели (省事). Важные дела судит князь, остальные наследный принц с двумя гунами и министром. Из чиновников — только судебный писарь. После регистрации приговора подсудимого отпускают. Мелкие дела разрешаются устно. В каждом городе есть фискальный приказ (戶曹), водяной (水 или мелиоративный), полевой (田曹) их возглавляют сыма и шиланы.
На вооружении: луки, кривые мечи — дао, копья (槊), шлемы, щиты. Войска (примерно к началу VII века) было 10 000 человек
Поземельный налог вносится серебром, кто не может — льняным холстом.

## Правители Гаочана
Во время относительной независимости Гаочаном правили представители влиятельных китайских семей, осевших в оазисе. Они придерживались китайских политических традиций. Сведения зачастую отрывочны, особенности престолонаследия сложно установить для раннего периода.

### Семья Кань
| Храмовое имя        | Фамилия и имя                  | Время правления       | Девиз правления и продолжительность |
| ------------------- | ------------------------------ | --------------------- | ----------------------------------- |
| Фамилия и затем Имя |                                |                       |                                     |
| нет                 | Кань Бочжоу 闞伯周 Kàn Bózhōu  | 460-477               | нет                                 |
| нет                 | Кань Ичэн 闞義成 Kàn Yìchéng   | 477-478               | нет                                 |
| нет                 | Кань Шоугуй 闞首歸 Kàn Shǒugūi | 478-488? или 478-491? | нет                                 |

### Семья Чжан
| Храмовое имя        | Фамилия и имя                     | Время правления       | Девиз правления и продолжительность |
| ------------------- | --------------------------------- | --------------------- | ----------------------------------- |
| Фамилия и затем Имя |                                   |                       |                                     |
| нет                 | Чжан Мэнмин 張孟明 Zhāng Mèngmíng | 488?-496 или 491?-496 | нет                                 |

### Семья Ма
| Храмовое имя        | Фамилия и имя    | Время правления | Девиз правления и продолжительность |
| ------------------- | ---------------- | --------------- | ----------------------------------- |
| Фамилия и затем Имя |                  |                 |                                     |
| нет                 | Ма Жу 馬儒 Mǎ Rú | 496-501         | нет                                 |

### Семья Цюй
| Храмовое имя        | Фамилия и имя                 | Время правления | Девиз правления и продолжительность                           |
| ------------------- | ----------------------------- | --------------- | ------------------------------------------------------------- |
| Фамилия и затем Имя |                               |                 |                                                               |
| нет                 | Цюй Цзя 麴嘉 Qú Jiā           | 501-525         |                                                               |
| нет                 | Цюй Гуан 麴光 Qú Guāng        | 525-530         | Ганьлу (甘露 Gānlù) 525—530                                   |
| нет                 | Цюй Цзянь 麴坚 Qú Jiān        | 530-548         | Чжанхэ (章和 Zhānghé) 531—548                                 |
| нет                 | Цюй Сюаньси 麴玄喜 Qú Xuánxǐ  | 549-550         | Юнпин (永平 Yǒngpíng) 549—550                                 |
| нет                 | безымянный сын Цюй Сюаньси    | 551-554         | Хэпин (和平 Hépíng) 551—554                                   |
| нет                 | Цюй Баомао 麴宝茂 Qú Bǎomào   | 555-560         | Цзяньчан (建昌 Jiànchāng) 555—560                             |
| нет                 | Цюй Цяньгу 麴乾固 Qú Qiángù   | 560-601         | Яньчан (延昌 Yánchāng) 561—601                                |
| нет                 | Цюй Боя 麴伯雅 Qú Bóyǎ        | 601-613 619-623 | Яньхэ (延和 Yánhé) 602—613 Чжунгуан (重光 Zhòngguāng) 620—623 |
| нет                 | безымянный узурпатор          | 613-619         | Ихэ (Yìhé 義和) 614—619                                       |
| нет                 | Цюй Вэньтай 麴文泰 Qú Wéntài  | 623-640         | Яньшоу (延壽 Yánshòu) 624—640                                 |
| нет                 | Цюй Чжишэн 麴智盛 Qú Zhìshèng | 640             | нет                                                           |